# Lanová dráha Větruše
Lanová dráha Větruše je kabinová visutá lanová dráha v Ústí nad Labem na kopec Větruše, s horní stanicí poblíž stejnojmenného zámečku. Byla postavena i zprovozněna v roce 2010, jejím provozovatelem je Dopravní podnik města Ústí nad Labem a. s. Jedná se o nejdelší visutou lanovou dráhu v Česku bez samostatně stojících podpěr. Smluvními přepravními podmínkami patří k systému MHD, tarifně je však samostatná. V linkovém jízdním řádu pro rok 2013 zveřejněném v IDOSu je označena jako linka číslo 595901.

## Historie

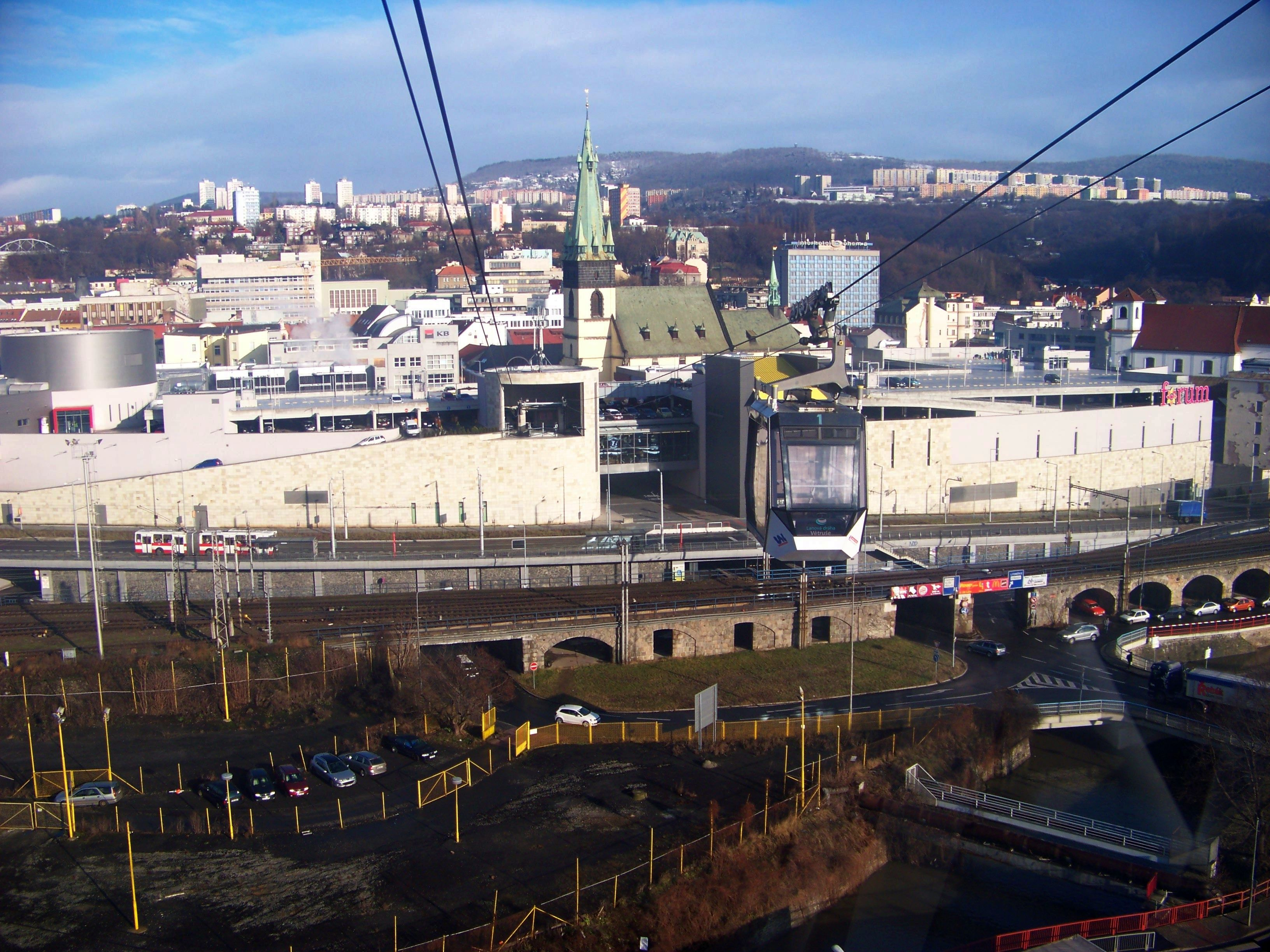
Pohled z kabiny na centrum města

Po roce 2000 se uvažovalo o výstavbě lanové dráhy v areálu ústecké zoo.
Po opravě zámečku Větruše v roce 2005 bylo rozhodnuto o vybudování lanové dráhy právě sem. V prvním čtvrtletí 2007 byla dokončena dokumentace pro územní rozhodnutí, roku 2008 bylo vydáno územní rozhodnutí. Proti němu se však odvolali někteří občané, nad jejichž pozemky měla lanovka vést, a krajský úřad rozhodnutí zrušil. Po složitých vyjednáváních nakonec město původní návrh stáhlo. Druhý projekt, s odlišným trasováním, zcela bez podpěr a s dolní stanicí v budovaném obchodním centru Forum, vypracoval do ledna 2009 brněnský Atelier Chlup, v únoru 2009 bylo vydáno územní rozhodnutí. Odvolání majitele jednoho z pozemků krajský úřad zamítl, čímž územní rozhodnutí nabylo 20. května 2009 právní moci. V červenci 2009 zažádalo město o dotaci z fondu Evropské unie Regionální operační program Severozápad. Bylo vypsáno výběrové řízení na výstavbu dráhy, nejnižší nabídka (105 mil. Kč) však byla výrazně vyšší než spočtená plánovaná částka 79 mil. Kč, a proto bylo výběrové řízení zrušeno. Byla podána dvě odvolání proti stavebnímu povolení od Drážního úřadu, ta ale v prosinci 2009 ministerstvo dopravy zamítlo. Dne 8. ledna 2010 bylo vypsáno druhé výběrové řízení, do nějž se přihlásilo 7 firem a které vyhrála společnost Viamont DSP s cenou přibližně 66 mil. Kč včetně DPH. Celkové náklady však dosáhly původní hodnoty 79,1 mil. Kč (mluvčí ROP Severozápad uvedla 81 milionů Kč), přičemž dotace z evropského programu činila 61,5 mil. Kč, takže město za výstavbu lanové dráhy zaplatilo přibližně pouze 17,6 mil Kč. Samotnou technologii lanové dráhy vyrobila švýcarská společnost Bartholet Maschinenbau AG, kabiny pochází od rakouského výrobce Carvatech Karosserie- und Kabinenbau GmbH, českým subdodavatelem technologie jako celku je chrudimská firma Michálek.
V roce 2009 bylo vybudováno a otevřeno obchodní centrum Forum, v rámci nějž vznikla i kruhová věž pro spodní stanici dráhy. Stavba samotné lanovky byla zahájena 26. března 2010 formou inženýrsko-geologického a korozního průzkumu. Od června 2010 probíhala výstavba horní stanice poblíž zámečku Větruše, v průběhu září toho roku byla namontována technologie lanovky a zavěšeno nosné i tažné lano, v říjnu dorazily do Ústí obě kabiny a 22. října 2010 se uskutečnila jedna z prvních zkušebních jízd. Ve dnech 26. a 27. října proběhla zatěžovací zkouška pomocí sudů piva Zlatopramen. Slavnostní zahájení zkušebního provozu se uskutečnilo 7. prosince 2010 ve 13 hodin.

## Popis

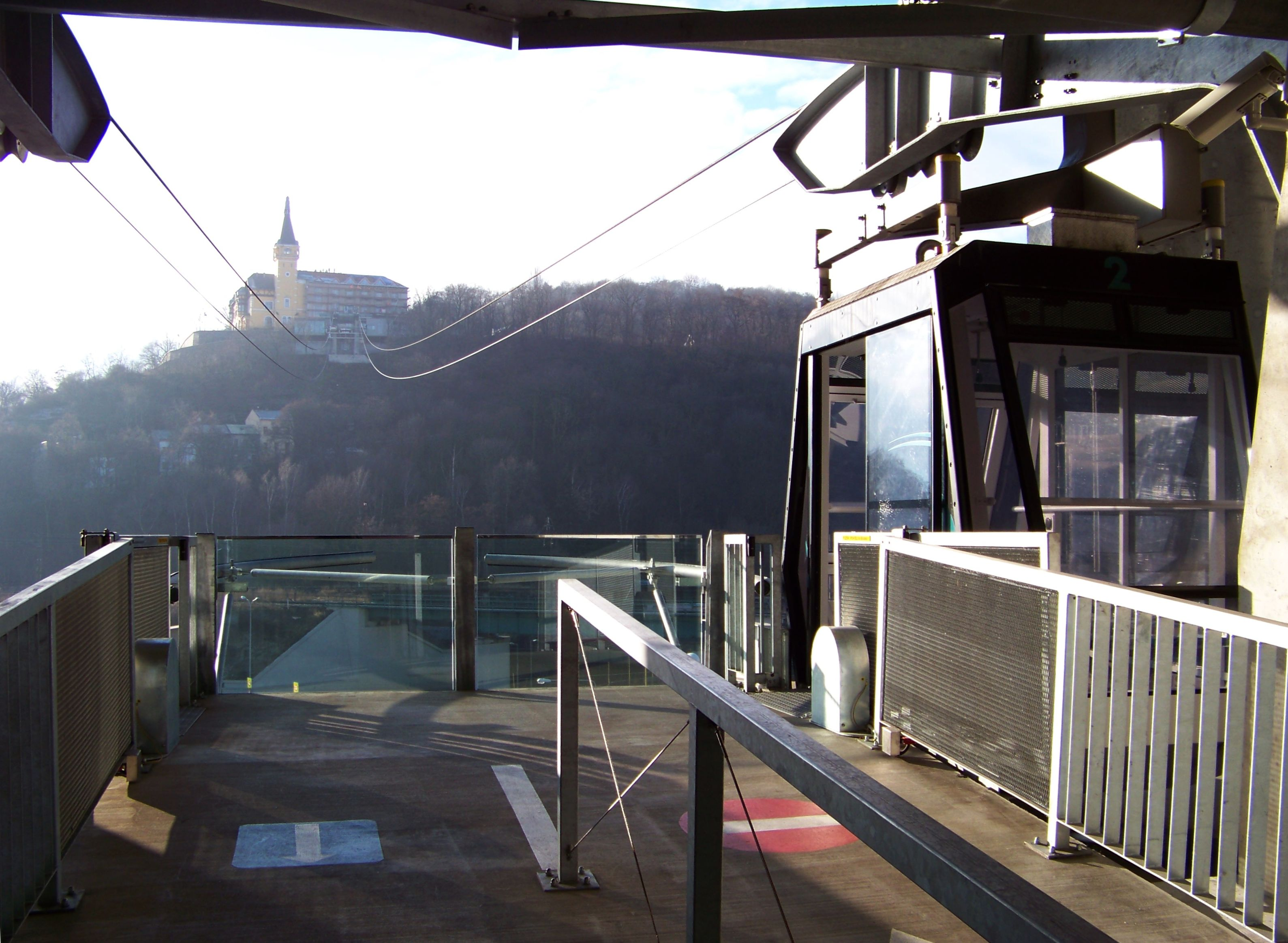
Pohled z dolní stanice směrem k Větruši

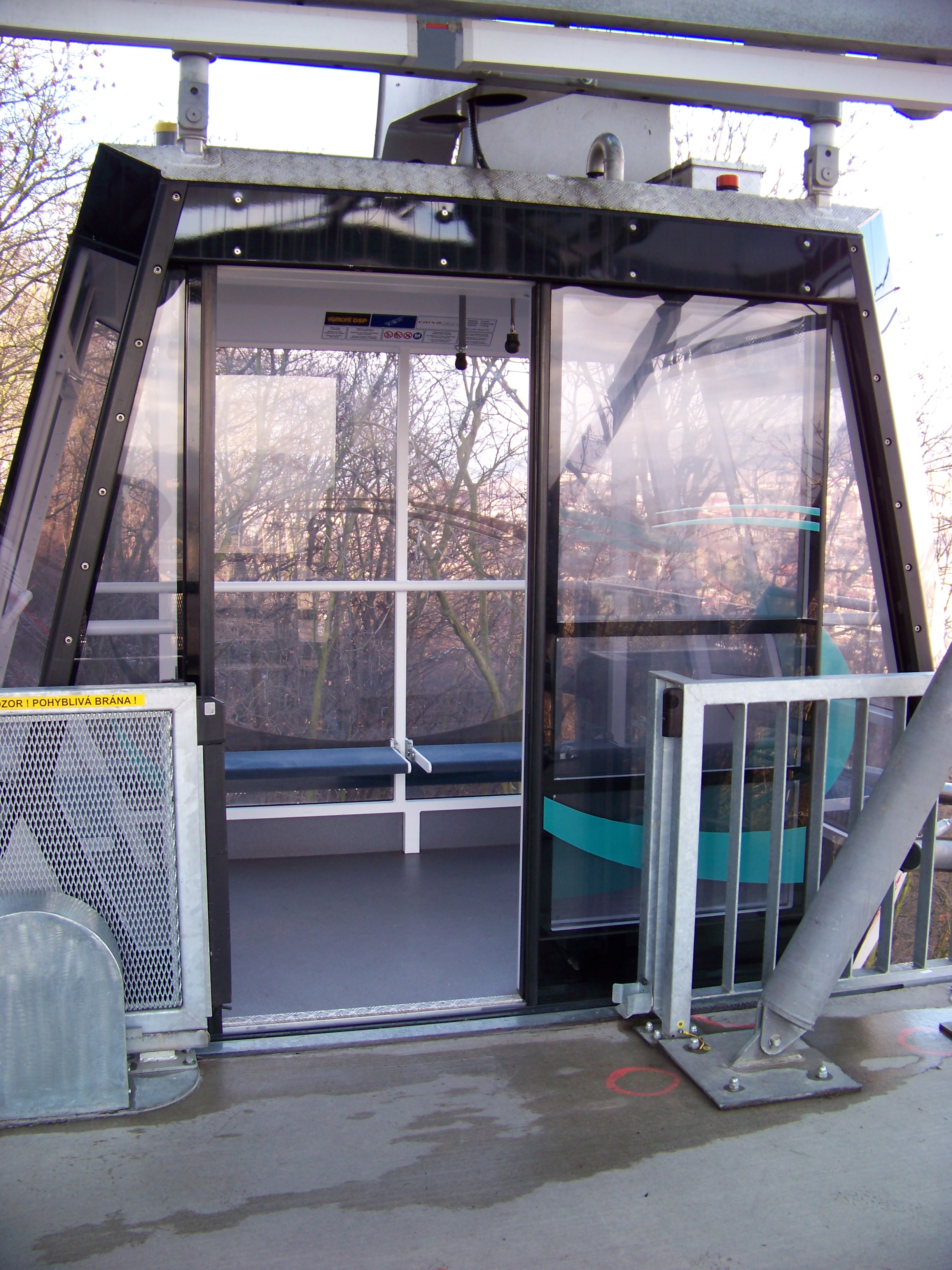
Kabina č. 2 v horní stanici

Lanovka má dvě stanice, dolní OC Forum (ve věži stejnojmenného obchodního centra) a horní Větruše, přičemž obě jsou bezbariérově přístupné. Dráha překračuje ulice Malou hradební a U Trati, železniční spojku mezi stanicemi Ústí nad Labem západ a Ústí nad Labem hlavní nádraží, řeku Bílinu, ulici Žižkovu (silnici II/603, E442), východní zhlaví a rozplet železniční stanice Ústí nad Labem západ a ulici Na Větruši.
Šikmá (skutečná) délka lanové dráhy činí 330 m, vodorovná délka 327 m, převýšení je 50 metrů. Na lanovce jsou v kyvadlovém provozu dvě kabiny pro maximálně 10 sedících a 5 stojících cestujících, doba jízdy je 1,8 min a přepravní kapacita jedním směrem 390 osob za hodinu. V horní stanici je dále uschován záchranný koš pro devět osob. Maximální dopravní rychlost činí 5 m/s. Průměr pozinkovaného tažného lana je 20 mm, nosné lano má průměr 36 mm. Na dráze se nenachází žádná mezilehlá podpěra, horní podpěra je integrována do horní stanice. Hlavní (dva elektromotory, každý o výkonu 37,5 kW) i nouzový (dieselagregát o výkonu 12,5 kW) pohon je umístěn v horní stanici, stejně jako hydraulický systém napínání tažného lana.

## Provoz

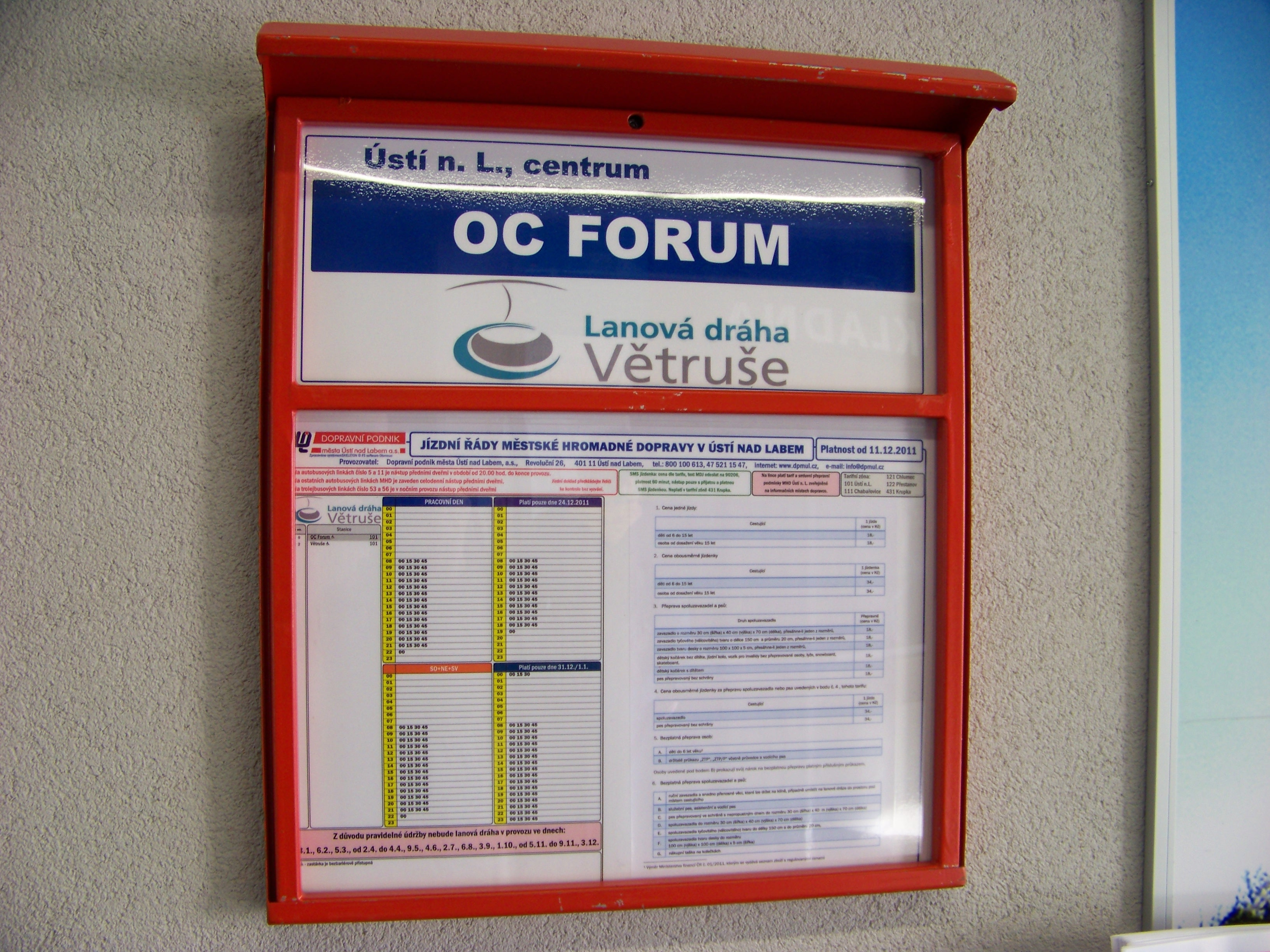
Jízdní řád v dolní stanici

Provozovatelem lanové dráhy na Větruši je Dopravní podnik města Ústí nad Labem. Lanovka má být v provozu celoročně a denně od 8 do 22 hodin, z důvodu pravidelné údržby nejezdí každé první pondělí v měsíci. Ve zkušebním provozu má po celou provozní dobu jednotný interval 15 minut. Na lanovce neplatí předplatní ani jiné jízdenky ze sítě MHD, ale pouze speciální jízdenky na lanovku. Jízdné pro osoby od 6 let činilo po zahájení provozu 15 Kč, děti do 6 let a držitelé průkazů ZTP mají dopravu zdarma. Na lanovce platí smluvní přepravní podmínky MHD Ústí nad Labem. Náčelníkem lanové dráhy je Václav Müller.
Do zkušebního provozu s cestujícími byla lanová dráha na Větruši slavnostně uvedena 7. prosince 2010. První den provozu s cestujícími byl komplikován tím, že po hodině a půl provozu ji zabezpečovací systém vypnul kvůli poklesu tlaku hydrauliky napínání lana pod 92 %. Po tři čtvrtě hodině byl provoz obnoven.
Na rok 2011 město plánovalo lanovku dotovat částkou 4,8 milionu Kč.
Za prvních 11 měsíců svého provozu (do 31. října 2011) přepravila lanovka celkem 296 964 cestujících při 25 012 jízdách.